# Marin Čerina
Marin Čerina, hrvatski strijelac, europski prvak u streljaštvu.
Osvojio je srebrno odličje u momčadskoj konkurenciji zajedno s Petrom Goršom i Miranom Maričićem na Europskom prvenstvu u gađanju zračnim oružjem, u mađarskom gradu Juri.